# اسممو بگو (ترانه دیوید گتا، بی‌بی رکسا و جی بالوین)
«اسممو بگو» (به انگلیسی: Say My Name) ترانه‌ای از دی‌جی فرانسوی دیوید گتا، خواننده-ترانه‌‎پرداز آمریکایی بی‌بی رکسا و خوانندهٔ کلمبیایی جی بالوین می‌باشد که در ۲۶ اکتبر سال ۲۰۱۸ به‌عنوان هفتمین تک‌آهنگ از آلبوم گتا تحت عنوان ۷ منتشر گردید.